# Carros en la cuesta
Carros en la cuesta es un cuadro realizado en 1968 por el pintor y escultor español Guillermo Silveira (1922-1987). Está pintado al óleo sobre tablex y sus dimensiones son de 69 x 94 cm.

## Dibujo preparatorio
- Sin título, firmado y fechado «Silveira / Julio –62» en la parte inferior izquierda. Bolígrafo sobre papel reciclado, 25,5 x 35,5 cm. Col. particular, Badajoz.

## Historia y características
Considerando la fecha que aparece al dorso de la obra («68»), el cuadro se debió pintar en su domicilio estudio de la antigua calle del Pilar (hoy Avda. Antonio Montero Moreno) n.º 1-3.º izda. de la capital pacense, en el que el artista residió con su familia desde mediados de 1962 hasta finales de la década de los sesenta o comienzos de la siguiente.
Si bien se trata de una obra diferente, la pintura presenta notables similitudes temáticas con otras realizadas en fechas anteriores como La loma o Carros errantes, expuestas respectivamente en la Casa de la Cultura de la Plaza de Minayo de Badajoz en 1959 (n.º 26) y 1965 (n.º 14).
Artísticamente el estudio de la pieza descubre un profundo conocimiento de autores como el también extremeño Ortega Muñoz, Benjamín Palencia, Vázquez Díaz y en general de la denominada Escuela de Madrid. Estilísticamente se observan cierta profusión cromática aplicada a base de colores terrosos, azules o sienas, fuertemente contrastados, así como un empleo abundante de materia pictórica muy propios de esta fase inicial, lo que unido al uso de la perspectiva deformada tan representativa de su obra paisajística acentúa el dramatismo de la escena.

## Descripción
Por su parte el profesor Hernández Nieves lo describe de la siguiente manera:

Carros en la cuesta presenta en el centro de la composición dos carretas tiradas por sendas reatas de animales de tiro y empujadas por dos figuras que ascienden pesadamente por la cuesta de salida del caserío. A un lado y otro se distribuyen las casas de dos plantas y tejados abuhardillados. En el horizonte se definen tierras alomadas y cielo enmarañado de ligeros estratos. Por ello es un paisaje mixto, esto es, urbano y natural, con un punto de vista ligeramente elevado que facilita amplias perspectivas.

El dibujo de línea gruesa tan propio del pintor origina perfiles muy definidos, lo que unido a los colores planos, sin tonalidades, da lugar a volúmenes muy claros y nítidos. La acumulación de arquitecturas y demás elementos compositivos produce cierto «horror vacui» […], lo cual también es característico de otras obras silveirianas.

El movimiento esforzado de las carretas tiradas por animales de carga contrasta con la quietud reinante en el caserío que limita la cuesta. Contraste también entre un plano próximo y abigarrado y el lejano más abierto. Todo ello dentro de la más pura estética de Silveira y de su personal e inconfundible estilo.

## Exposiciones
- «Búsquedas». Palacio de los Barrantes-Cervantes. Trujillo (Cáceres), 15 de septiembre-29 de octubre de 2017 (sin numerar).[1]

### Hemerografía
- Medina, Tico (23 ene. 1969). «Las cosas y las gentes de esta tierra: El pintor». Informaciones. Crónica de España (Madrid): 25.